# Leucania salebrosa
Leucania salebrosa är en fjärilsart som beskrevs av Butler 1878. Leucania salebrosa ingår i släktet Leucania och familjen nattflyn. Inga underarter finns listade i Catalogue of Life.